# Gaston Glock
Gaston Glock (19. července 1929 Vídeň – 27. prosince 2023 Klagenfurt) byl rakouský inženýr a podnikatel, který založil zbrojovku GLOCK Ges.m.b.H. a vyvinul pistoli Glock, která se stala jednou z nejvlivnějších[ujasnit] a nejpopulárnějích lehkých střelných zbraní 20. století .